# Дехейбарт
Дехе́йбарт (валл. Deheubarth) — средневековое королевство на юго-западе Уэльса, образованное в X веке после слияния Сейсиллуга и Диведа. Валлийское название королевства — калька с лат. dextralis pars, «правая часть», обозначавшего весь южный Уэльс.

## История
Королевство Дехейбарт было создано примерно в 920 году Хивелом Добрым, объединившим под своей властью Дивед и Сейсиллуг. Столицей Дехейбарта был замок Диневур, от которого и получила своё название эта ветвь потомков Родри Великого.
Как и некоторые другие валлийские королевства, Дехейбарт существовал до окончательного завоевания страны норманнами, но и до присоединения Уэльса к Англии Дехейбарт терял независимость. В 1018 году его присоединил король Гвинеда Лливелин ап Сейсилл, в 1023 году — Ридерх ап Иестин, правитель Морганнуга. Сын Лливелина ап Сейсилла, Грифид ап Лливелин, которому удалось объединить под своей властью почти весь Уэльс, вернул себе и Дехейбарт, но после его смерти к власти вернулся диневурский королевский дом.
На территории Дехейбарта находился крупный религиозный центр — собор св. Давида; Ригиварх Лланбадарнский создал здесь житие святого.
С 1078 по 1093 год в Дехейбарте правил Рис ап Теудур, которому не только удалось успешно отстоять трон за собой, но и значительно усилить королевство. Тем не менее к этому времени норманны из Англии уже начинали подходить к восточным границам Дехейбарта, и в 1093 году Рис погиб при неизвестных обстоятельствах в Брихейниоге. После этого норманны успешно завоевали почти всё королевство, а наследник престола Грифид ап Рис был вынужден бежать. В конце концов он всё же получил в управление небольшую часть владений своего отца, однако королевство было в основном поделено между различными норманнскими лордами.
В 1136 году в Уэльсе вспыхнуло восстание, и Грифид вступил в союз с Гвинедом. Вместе с Оуайном Гвинедом и Кадваладром ап Грифидом он одержал победу над норманнам в битве при Криг-Маур возле Кардигана. Тем самым Кередигион был освобождён, но, хотя исторически эти земли принадлежали Дехейбарту, в этот раз они отошли Гвинеду как «старшему партнёру». Грифид погиб в следующем году при невыясненных обстоятельствах.
После Грифида трон Дехейбарта занимали его сыновья: Анарауд, Каделл, Маредид и Рис. Им удалось изгнать норманнов из Дехейбарта, а гвинедцев — из Кередигиона. При Рисе ап Грифиде (известного как Лорд Рис и правившего с 1155 по 1197 год), после смерти Оуайна Гвинеда в 1170 году, Дехейбарт стал самым могущественным из валлийских королевств.
После смерти Лорда Риса в 1197 году королевство было разделено между его сыновьями, и позже не смогло противостоять усилению Гвинеда. В начале XIII века князья Дехейбарта обычно выступают как вассалы Лливелина Великого, короля Гвинеда.